# Ремгільд
Ремгільд (нім. Römhild) — місто в Німеччині, розташоване в землі Тюрингія. Входить до складу району Гільдбурггаузен.
Площа — 122,46 км2. Населення становить 6661 ос. (станом на 31 грудня 2021).